# Grintovec pri Osilnici
Grintovec pri Osilnici je naselje v Občini Osilnica.